# East Village

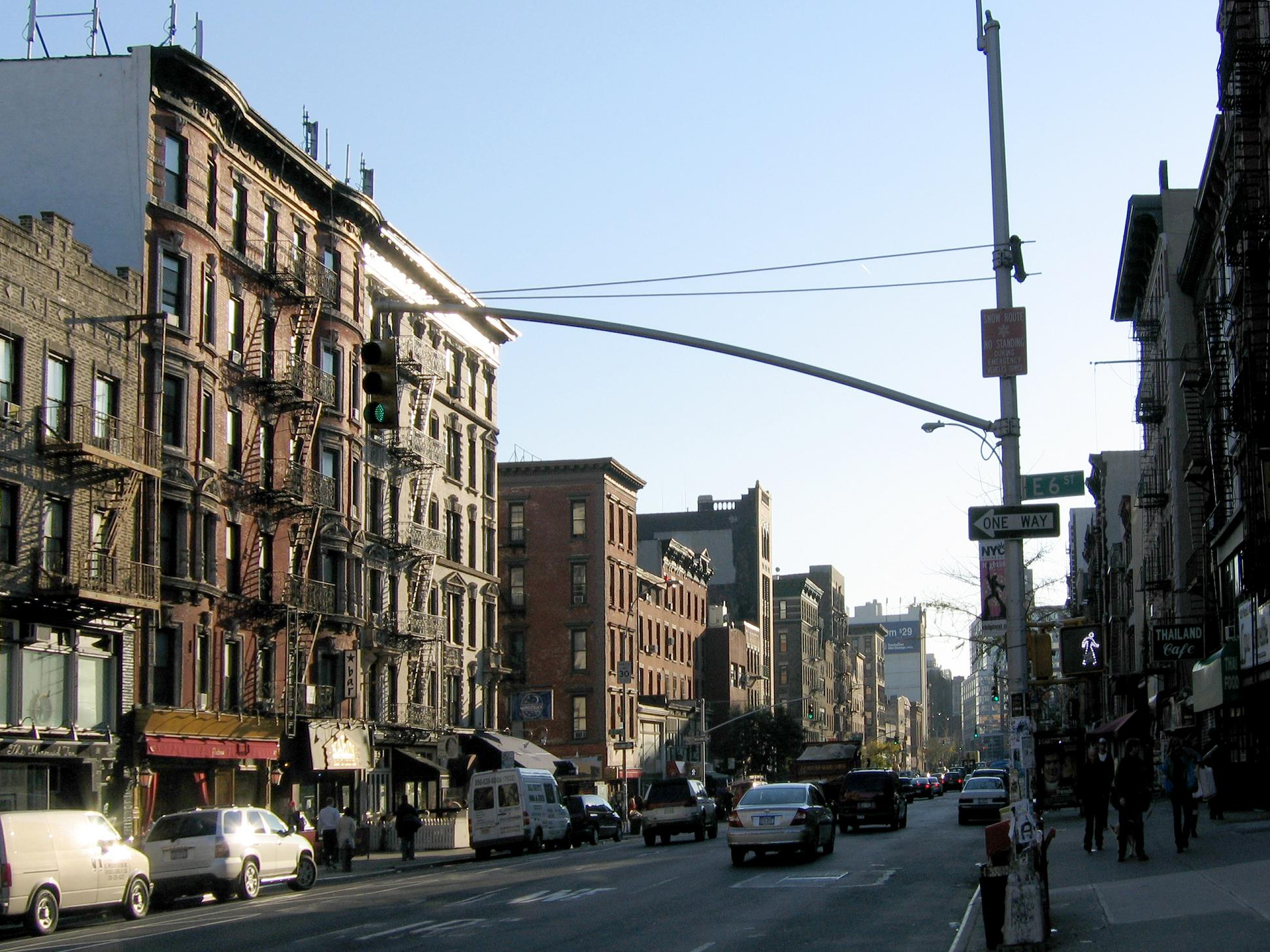
2nd Avenue i East Village.

East Village är ett stadsdelsområde på Manhattan i New York.
Området gränsar mot Greenwich Village i väst, mot Gramercy Park och Stuyvesant Town i norr, mot Lower East Side i söder och mot East River i öst.
I East Village ligger bland annat Alphabet City och Bowery. Alphabet City, (ungefär Alfabetsstaden), upptar två tredjedelar och det har fått sitt namn av att de nordsydliga gatorna har namn efter bokstäverna A-D istället för siffror. Bowery är även ett gatunamn och var under hela 1900-talet synonymt med New Yorks slum med trångbodda lägenhetskomplex.
Till de inflytelserika författare och musiker som bott i East Village hör Madonna, Charlie Parker, Lou Reed, Andy Warhol, Jack Kerouac, och William S. Burroughs.

## Historia
Ursprungligen var East Village bara en del av norra Lower East Side som från 1800-talet och fram till efter andra världskrigets slut i flera omgångar befolkades av många fattiga europeiska immigranter. De kom främst från östra Europa och Tyskland och bosatte sig i detta område, som till stor del kom att utgöras av fabriksarbetare.
Mot slutet av 1960-talet började områdets identitet att förändras när fler artister, musiker, och studenter börjat flytta in. Kulturen som formades fick en allt större prägel av kontra- och motkultur. Vid denna tid bodde det redan flera beatniks i området, bland andra Allen Ginsberg.
För att särskilja området från den fattiga delen av Lower East Side fick den namnet East Village. Enligt New York Times stod det i en guide från 1964 att konstnärer, poeter och kaféägare från Greenwich Village försökte lansera det flottare namnet på grannområdet. Nyinflyttade och fastighetsmäklare lyckades etablera namnet under mitten av 1960-talet. Veckomagasinet The East Village Other började ges ut och The New York Times noterade att området hade blivit känt som East Village den 5 juni 1967.